# Dial H for Hero
Dial H for Hero (en español, Dial H Para Héroe) es una publicación de una serie de personajes con una característica especial, publicado en las páginas de los cómics de la editorial DC Comics, en donde la historia se centra alrededor de un misterioso dial mágico que permite a cualquier persona que posea este dispositivo telefónico pasar de ser humano como cualquiera a convertirse en un superhéroe por corto y breve período de tiempo, seleccionando las letras H.E.R.O. (en español, H.É.R.O.E.) en orden. Cada vez que se usa ese Dial, este hace que su poseedor se convierta en un superhéroe con un nombre, disfraz y poderes diferentes pero por un tiempo límite. Normalmente, estos superhéroes suelen ser nuevos, pero en una ocasión el dial hizo que uno de sus usuarios se convirtiera en un duplicado de los superhéroes ya existentes como el caso de Plastic Man. Algunas versiones del dial contienen letras adicionales, permitiendo otros tipos de transformaciones. El concepto, y el personaje original, fue creado por Dave Wood y Jim Mooney.

## Historia original sobre la publicación

### House of MysteryVol.1: Pre-Crisis
La serie original debutó en las páginas de la revista de historietas House of Mystery #156 (del mes de enero de 1966) y continuó hasta el número #173 (del mes de marzo hasta abril de 1968). El arte de la serie fue hecho por el dibujante Jim Mooney (aunque no terminó la historieta), con guiones de Dave Wood.
En esta primera encarnación de dichas historias, el propietario original del dial es Robert "Robby" Reed, un joven adolescente muy inteligente que constantemente tiende a exclamar la expresión en inglés "Sockamagee!". Este vive en la ciudad ficticia de Littleville, Colorado, con su abuelo "Gramps" Reed y su ama de llaves Miss Millie. Durante un viaje de campamento, Robby cae accidentalmente en una caverna y en ella descubre un misterioso dial telefónico en uno de sus nichos. Los orígenes del artefacto y cómo llegó a estar en la caverna nunca se reveló.
Al parecer este dial sigue el diseño de un antiguo teléfono de marcar rotativo, sin embargo, este dispositivo es portátil, pero posee una serie de símbolos desconocidos dentro de las aberturas de marcación para los dedos en el dial y a lo largo del borde exterior del dispositivo. Asimismo, Robby de algún modo u otros logra descifra utilizando alfabeto moderno en inglés. En la miniserie de "La edad de plata" de Mark Waid, se revela que los símbolos en el dial dice Interlac. Cada vez que se marca las letras H.É.R.O.E., Robby se transforma en un ser superpoderoso diferente; pero si se marca E.O.R.É.H. (es decir, H.É.R.O.E. al revés), este vuelve a su forma normal. Robby pronto usaría este dial para proteger a Littleville bajo la apariencia de numerosos superhéroes.
El Dial-H vino con ciertas limitaciones. Normalmente, Robby podría transformarse de un héroe a otro inmediatamente, pero ocasionalmente, tendría que esperar un determinado tiempo no especificado para que el dispositivo pueda recargarse, y posteriormente poder acceder a las habilidades otorgadas por el Dial, y poder ser de nuevo un héroe antes de usar el dial nuevamente para convertirse en otro. Según los descrito en las páginas de House of Mystery Vol. 1 #165 (marzo de 1967), una "tormenta eléctrica anormal" en el espacio afectó su Dial-H, convirtiéndolo temporalmente en "héroes" extraños con una forma extraña llamados "Whoozis", "Whatsis" y "Howzis". En House of Mystery Vol. 1 #173 (marzo de 1968), ciertas frecuencias agudas del motor supersónico de una máquina de un villano afectan las transformaciones de los héroes en el que se transforma Robby, lo que llevó que robara para los delincuentes y se quedaran con el botín. Después de que se destruye el motor del supervillano, Robby se da cuenta de lo que le había sucedido, llevándose el botín para recuperar los artículos que fueron robados.
El Dial-H de Robby también pudo ser usado por otras personas, que llevó a que se transformaran en formas superhumanas únicas. El Dial fue usado una vez por el adversario de Robby, Daffy Dagan en House of Mystery Vol. 1 #158 (abril de 1966); convirtiéndose brevemente en un supervillano conocido como Daffy el Grande, luego de marcar la palabra V.I.L.L.A.N.O. En House of Mystery Vol. 1 #169 (septiembre de 1967), la novia de Robby, Suzie, descubre el secreto de Robby y marcó en el dial la palabra H.E.R.O.Í.N.A. para transformarse temporalmente en Gem Girl, para ayudar a derrotar al supervillano conocido como Toymaster. Al final de dicha historia, Suzie recibe un golpe en la cabeza que le hace olvidar el secreto del dispositivo.
Después de que la serie dejó de publicarse en las páginas de House of Mystery , Robby reaparecería en las páginas de Plastic Man Vol. 1 #13 (junio-julio de 1976). Luego de que se recuperaba de un ataque de amnesia, Robby recupera su Dial-H que se corroyo con óxido. La corrosión hizo que Robby se convirtiese en una versión malvada de Plastic Man, termina atacando al verdadero Plastic Man. Después de derrotar a Robby y volverlo a la normalidad, Plastic Man termina por confiscar el dial a Robby por usarlo de manera irresponsable. Nunca se explicó cómo se le vio a Robby con el dial en historias posteriores.

### Segunda aparición: Años 1980-1990Crisisy post-Crisis

#### Años 80's
La segunda serie donde apareció Dial H for Hero sería en las publicaciones de la década de 1980, un equipo formado por los jóvenes Chris King y Vicky Grant como nuevos portadores de dos Diales-H, en una historia insertada especial, en las páginas de la Legión de Super-Heroes Vol. 1 #272 (febrero de 1981), posteriormente, aparecerían en las páginas de "Adventure Comics" Vol. 1 # 479–490 (marzo de 1981 a febrero de 1982) y continuó más tarde de nuevo como historias suplementarias en el cómic de New Adventures of Superboy Vol.2 #28 –49 (abril de 1982 a enero de 1984); Este dúo también apareció junto a Superman en las páginas DC Comics Presents Vol. 1 #44. Una nueva característica de esta etapa con los nuevos portadores del Dial fue que los lectores podían enviar sugerencias para nuevos personajes, tanto héroes como villanos, que luego se usarían en sus historias. Los postulantes recibieron crédito por sus creaciones (y una camiseta con el logotipo de la serie), pero los personajes, por cuestiones legales, se convirtieron en propiedad de DC Comics. Algunos, sin embargo, solo hicieron apariciones por un solo panel. El escritor y artista original de esta etapa fueron Marv Wolfman y Carmine Infantino.
En esta serie, como se describió anteriormente, años más tarde al primer portador del DIal, fue descubierto por otros adolescentes, llamados Christopher "Chris" King y Victoria "Vicki" Grant, de la ciudad de Fairfax, Nueva Inglaterra, en una "casa encantada ". Este dúo, disfrazaron dispositivos como un reloj y un collar, aparte que sus dispositivos poseen solamente las letras H.É.R.O.E. y funcionan por una hora, después de lo cual no funcionarán hasta que el dispositivo se recargue por otra hora. King y Grant comienzan protegiendo Fairfax de una serie de amenazas. Desconocidos para ellos, la mayoría de estos villanos son creados por un misterioso villano conocido solo como El Maestro (que se encuentra obsesionado con el dúo "H" por razones desconocidas en la mayoría de las series), y los crea a partir de muestras celulares de personas desconocidas.
Si bien, cualquiera de ellos podía utilizar los Dial-H, Chris y Vicki, siempre convertían a cada uno en un héroe, independientemente de su personalidad; incluso El Maestro fue temporalmente vencido por uno. Este hecho ha sido ignorado en historias posteriores. En una ocasión, la personalidad de uno de sus héroes abrumó la personalidad heroica de Chris; como "Ragnarok, el Vikingo Cósmico", no tenía conocimiento de los recuerdos de Chris King y actuaba con desprecio hacia la propiedad y la seguridad de los demás, llegando incluso a amenazar a los oficiales de policía y aplastar a Vicki (cuando asumió ésta la identidad heroica de "Pixie") cuando el trató de decirle que no la reconociera como aliada. En una nota al margen, era una cuestión de disputa con Chris cuando comenzó a usar el dial que, si bien, Vicki se convirtió en una heroína útil con poderes aplicables, mientras que los poderes de Chris tendían a ser oscuros y no particularmente útiles para derrotar a sus oponentes, como cuando se convirtieron en un súper héroe que podía duplicar las cosas y él comenzaba a quejarse de su inútil habilidad. De hecho, fue ese problema donde Vicki le mostró a Chris que pensara "fuera de la caja" y usara sus dones temporales de manera creativa para que pudieran ser más útiles, momento en el cual ayudó a derrotar al villano en una historia. Una vez que aprendieron esta lección, los cambios de superhéroes de Chris se volvieron más relevantes para cada situación, pero no se dio ninguna explicación de por qué esto era así.
Finalmente, Chris y Vicki descubrirían que un compañero de estudios llamado Nick Stevens había estado creando superhéroes como pasatiempo, y de alguna manera, los diales los convirtieron en estos héroes. Con la ayuda de Nick, descubren que sus diales fueron creados por un ser llamado El Mago (que no debe confundirse con un villano de DC Comics del mismo nombre), a quien el Maestro pensó que había destruido años antes. En verdad, el mago fingió su muerte mientras buscaba el Dial de Héroe original. Con él, se fusionaría con The Master y se transforma en Robby Reed, quien explica que años antes había usado el dial para dividirse en dos (marcando "S.P.L.I.T.") para poder desarmar el interruptor de un hombre muerto, mientras que su otro yo, el Mago, derrotó al villano que lo identificó. Sin embargo, el Mago se llevó toda la bondad inherente de Robby, mientras que el Robby malvado permaneció solamente con sus impulsos malvados; el Dial-H original se perdió cuando Robby, que se autoproclamó así mismo como "El Maestro", marcó "H.O.R.R.O.R.", lo que provocó que el dial desapareciera junto con los recuerdos del Maestro y el Mago en su vida anterior como Robby Reed. Mientras que el Maestro aprendió técnicas genéticas que le permitieron crear un ejército de supervillanos, el Mago se vio obligado a crear los nuevos Dial-H, diseñando inconscientemente limitaciones en ellos para evitar que lo que le sucediera a Robby se repitiera otra vez (en esta caso, creado solo identidades heroicas, un tiempo límite, y la exclusión de letras distintas a la que formaba la palabra H.E.R.O, debido a que anteriormente Robby había digitado la palabra H.O.R.R.O.R., y que Chris había estado experimentando inconscientemente).) Con Nick desarrollando su capacidad para influir activamente en los resultados de los diales (en lugar de hacerlo inconscientemente como antes), Robby pasaría su dial a Nick y se retiraría como héroe.

#### Post-Crisis en las Tierras Infinitas: Años 90's
Nuevamente los poseedores del Dial, volverían a aparecer en las páginas de Los Nuevos Jóvenes Titanes Vol. 2 #45 (junio de 1988), allí, se revelaría la historia de fondo de Victoria y Chri,s tras el final de sus apariciones. Después de que los dos adolescentes se graduaron de la escuela secundaria, ambos descubrieron que habían adquirido la capacidad para transformarse sin los diales, aparentemente debido a su uso extensivo como efecto secundario, Vicki comenzaría a experimentar problemas mentales. Vicki más tarde se unió a un culto llamado Los Hijos del Sol, donde fue abusada física y mentalmente, dejándola aún más perturbada. Ella buscó a su excompañero Chris para asesinarlo. Con la ayuda de los Teen Titans, Chris la rescató (en las páginas de Los Nuevos Jóvenes Titanes Vol.2 #46 (julio de 1988)). Chris ahora descubriría que se podía convertir en un nuevo superhéroe cada hora, sin tener que recurrir al dial, permaneciendo así hasta que gasta una cantidad de energía no específica. Decidiría continuar su carrera como superhéroe, usando un traje provisto por laboratorios S.T.A.R. para monitorear sus cambios.
Años después, en las páginas de Superboy y los Ravers Vol. 1 #5 (enero de 1997), Una nueva usuaria del Dial, Hero Cruz, encuentra el Dial-H de Vicki en la guarida de Scavenger, y lo usaría para obtener superpoderes. Una Vicki aún trastornada, regresa en las páginas de Superboy and the Ravers Vol. 1 #13 (septiembre de 1997) para recuperar Dial-H, pero logra recuperar su cordura una vez que usa el dispositivo. Ella fue vista por última vez al cuidado de una familia de unas fuerzas metahumanas.

#### Especial: "The Silver Age"
Durante el evento crossover especial titulado "Silver Age", una historia centrada en Robby se encontraba con su antiguo coprotagonista del título de House of Mystery, el Detective Marciano, en el número titulado, Silver Age: Dial H For Hero Vol. 1 #1 (julio del 2000). Creyendo que él era el culpable de que la Liga de la Justicia cambiasen de cuerpos, Robby se convierte en un superhéroe para detenerlo. En realidad, Detective Marciano había cambiado de parecer con el Dr. Light (y los otros equipos de las Ligas de la Justicia habían sufrido transposiciones mentales similares, por lo que realmente se vio en este cómic eran solamente ilusiones del Doctor Light). Posteriormente, en siguiente especial, Silver Age: 80-Page Giant.Vol. 1 #1 (julio de 2000), Robby presta el Dial-H a una Liga de la Justicia restaurada en su respectivo cuerpo y mente, permitiendo que varios de sus miembros se transformaran en nuevos superhéroes para derrotar a la Liga de la Injusticia liderada por el supervillano Agamemno en un momento por el cual habían logrado aprender como derrotar a los miembros de la Liga de la Justicia en sus formas normales. Superman se convierte en Doc Fission, Batman se convierte en Minuteman, The Flash se convierte en Marionette, Atom se convierte en Mod-Man, Black Canary se convierte en Miss Fortune, Aquaman se convierte en Terra-Firma, Green Arrow se convierte en Poltergeist, y el Detective Marciano se convierte en Go-Go. Con estas nuevas formas, la Liga de la Justicia pudo derrotar a la Liga de la Injusticia.

### Años 2000: SerieH.É.R.O.E.
DC Comics relanzó la serie nuevamente en 2003, sería que por primera vez tendría un título independiente que no fuese publicado como publicación suplementaria o en las páginas oficiales de una serie mensual, pero esta vez, la nueva publicación simplemente titulada H.É.R.O.E. La nueva serie, escrita por Will Pfeifer con arte del dibujante Kano, se centró en los efectos que ha tenido el Dial-H en una serie de personas normales, cuyas vidas generalmente se arruinaban por las presiones del superherodomo. Robby Reed, ahora un viejo y amargado, volvería a aparecer, encontrándose de nuevo buscando el dial que le hace falta, por lo que se encuentra decidido a recuperarlo y evitar que un asesino en serie le ponga las manos encima. La serie duró 22 números, terminando con los poderes del Dial-H fusionados en el cuerpo de Robby Reed, asimismo, en algunas otras personas que lo encontraron, luego de que el asesino en serie que lo estaba utilizando fuese detenido. El Dial-H termina siendo devuelto en el tiempo hacia el año 50,000 a. C. Además, Superman tendría un cameo en una de las historias.

### Los Nuevos 52/DC: Renacimiento:Dial H(2012-2013); Wonder Comics (2019-)Dial H for Hero Vol.1:
Desde que en septiembre de 2011, se reiniciara la continuidad del Universo DC, DC comenzó a publicar un reboot de Dial H, escrito por China Miéville con Mateus Santolouco como dibujante. La serie se centraría en un hombre del común, un perdedor llamado Nelson Jent, un joven desempleado que ha estado fuera de forma que accede por accidente al estar marcando números aparentemente aleatorios en una vieja cabina telefónica misteriosa que le concede los poderes aleatoriamente de varios héroes. Otro personaje principal de la serie es una mujer mayor llamada Roxie Hodder que toma la identidad de "Manteau", que posee poderes de manera independientemente a los que tiene el Dial, y se convierte en una mentor para Nelson, debido a que es una antigua usuaria del dispositivo. Tras una lucha contra los villanos conocidos como Ex Nihilo y Abyss, Nelson y Roxie trabajan juntos para descubrir los secretos de los Dials-H, ya que Roxie revela tener otro también.
Los números posteriores de la serie presentan al Dial-S, que convierte a cualquiera que lo use en un compañero de superhéroes.
Cuando se trata el encuentro de Nelson y Roxie con el misterioso Fixer (que está asociado a otros diales diferentes), ambos tienen un encuentro con un grupo de superhéroes llamado los Dial Bunch, que han estado luchado contra Fixer anteriormente. También hay una introducción del Dial-J (un dispositivo que le permite al usuario saltar a través de mundos), el Dial-G (que puede invocar cualquier dispositivo tecnológico), el Dial-Tapper (que puede copiar cualquier Dial-H en el rango más cercano), y un marcador automático, como referencia a un sistema de Dial Automático que emula las propiedades del Dial-H.
Para vincularse con al evento del mes de los villanos promovido por DC, DC publicó un número especial en las páginas del cómic de la Liga de la Justicia, Justice League # 23.3: Dial E, una coda para la serie. Además, se presentó el Dial-Q  (un dispositivo utilizado por o para personas que hacen el mal) que solamente una persona debe ser mala para poder usarlo, es decir, desde un ladrón, hasta un supervillano de diversas categorías.

#### Wonder Comics: Dial H for Hero (2019)
A partir del 2019 llegará una nueva serie titulada Dial H for Hero, a diferencia de las antecesoras publicaciones como H.E.R.O. o Dial H, y debido a que sus anteriores historias eran historias suplementarias o teloneras de conocidas publicaciones, es el primer volumen con dicho título en solitario, será escrito por Brian Michael Bendis bajo la línea de historietas de DC Comics, Wonder Comics.

### Otras apariciones
- Como un epílogo de la etapa de las apariciones de los personajes Chris King y Vicki Grant en las anteriores encarnaciones que usaron el Dial-H, en el cómic The New Adventures of Superboy Vol. 1 #50[26] presenta una historia en la que el reloj de Chris King es robado del Museo del Espacio de la Legión de Super-Héroes por un ladrón llamado Nylor Truggs, que huye con el dial a la ambigua era de finales de los sesenta y principios de los setenta (en referencia al pasado cuando se publicaban originalmente los cómics de Superboy de la edad de plata a pesar de ser referente de que el cómic publicado era 1984): al Smallville de (Tierra-Uno) de Superboy. Al alterar las funciones del dial, de alguna manera inexplicable, éste le permitió viajar en el tiempo. Truggs alteraría aún más el Dial-H para romper la restricción que los usuarios tenían solamente para poder transformarse en identidades heroicas, cambiando la "H" en el centro del dial a "V" por "villano". Truggs también haría que el dial fuese capaz de convertir a individuos, aparte de él, en villanos si el quisiera; de esta manera, aquellos transformados por Truggs estarían entonces bajo su control. Truggs transformaría a varios de los amigos de la escuela secundaria de Clark Kent y formaría una alianza temporal con un Lex Luthor adolescente, en un plan para poder plantar varios dispositivos sísmicos en su tiempo, de modo que Truggs pudiese usar estos dispositivos contra la gente de su propio tiempo en el futuro a su regreso. El plan de Truggs sería frustrado por Superboy y Krypto, el Superperro, el último de los cuales termina por destruir el Dial-H robado, aplastandolo con sus mandíbulas. También se mostraría que el Dial-H de Vicki Grant pudo sobrevivir mucho tiempo hasta el momento de la existencia de la Legión, estando programado para reemplazar el Dial-H de King en la exhibición del museo. Como esta historia se publicó antes de los acontecimientos de la Crisis en las Tierras Infinitas (estos echos se borrarían de la continuidad producto de la eliminación del canon al Superboy de Tierra-Uno) y los posteriores reinicios de la historia de la Legión de Super-Héroes, por lo que poco probable que existiesen elementos de esta historia en continuidad actual, a excepción de las líneas del tiempo alternativas del reino del Hipertiempo.

- En las páginas del cómic Legionarios Vol. 1 #69, Lori Morning usaría un Dial-H que el Time Trapper le otorgó para obtener super-poderes, y convirtiéndose en miembro de un equipo llamado Workforce. Lori le da el Dial-H a Brainiac 5.1 para usarlo contra el supervillano Rift; El dispositivo termina por destruirse en el proceso. Esta línea de tiempo también se borraría tras otro de los reinicios de los orígenes la Legión.[27]

- En la historia del arco Un año después, el Dial-H llegaría a manos de Father Time, que espera clonar el dispositivo y crear a todo un ejército de "Liga de Justicia de un Sólo Hombre". Sin embargo, el dispositivo sería robado y Johnny Mimic (un villano reformado de Linterna Verde es llamado a actuar como generador de perfiles) engañando a Alan Scott para que lo mate mientras sostiene el dispositivo, destruyéndolo para siempre.

- En las páginas del cómic The Brave and the BoldVol.3 # 9 (febrero de 2008),[28] Robby Reed se unió a los Metal Men, incluso prestándole el dial al androide Tin para permitirle transformarse en un superhéroe más resistente que este pudiese derrotar al monstruo invocado por el alquimista Megistus. El Dial, debido a sus habilidades transformadoras, tenía una parte opcional para los planes de Megistus para poder atraer la tormenta que provocó la génesis de Kryptonita Roja sobre la Tierra, deformándola para protegerla de los eventos de Crisis Final. Dial-H aparecería de nuevo en el número 27 de la misma serie,The Brave and the BoldVol.3 #27 (noviembre del 2009) esta vez haciendo equipo con Batman. Durante su estancia en un hotel de Ciudad Gótica, Robby usaría esta vez el dial para ver el futuro, sin embargo, dándose cuenta de que algo lo mataría mientras usaba el dial, decidió dejar que el dial fuese robado a su suerte por un joven llamado Travers Milton. Después de usar el Dial para transformarse en un héroe volador al estilo de Superman llamado Star, Travers ayuda a Batman defendiendo Ciudad Gótica después de que el Joker organiza una serie de crímenes violentos que se cometen por toda la ciudad para quebrar y doblegar a Batman. Después de descubrir que el desafío final para Batman es una bomba de control remoto colocada sobre un grupo de hombres y mujeres atados y amordazados, Travers sacrifica heroicamente su vida volando hacia el cielo nocturno mientras agarra la bomba, salvando a Batman y los rehenes segundos antes. Posteriormente detona la bomba, Batman termina por devolverle el Dial-H a Robby, quien lo rechaza porque, a pesar de que impide su destino final, no quería que eso afectase a nadie, pero Batman le dice que le dio a Travers lo que siempre había querido: la posibilidad de ser un héroe que Robby podría haber hecho lo mismo. Sin embargo, no hay ninguna indicación de dónde encajan la historia de "Brave & the Bold" en la línea de tiempo personal de Robby Reed, es decir, probablemente pudo haber sido una historia en una línea del tiempo alternativa perteneciente al Hipertiempo o del Multiverso.

- En el cómic elseworld titulado, JLA: Another Nail, el Dial-H hizo una breve aparición cuando todos los períodos de tiempo se fusionaron. Se puede ver una mano agarrándolo el dispositivo.

## Formas y transformaciones heroicas de los usuarios del"Dial-H"

### Los Héroes

#### Primer Usuario: Robby Reed, el Portador original
- Giantboy: - Un héroe gigante con super-fuerza. Fatalmente envenenado en su segunda aparición.[29]
- Cometeer: - Un superhéroe que es un "Cometa-Humano".
- Mole: - Un superhéroe que podría excavar bajo tierra a supervelocidades.[29]
- Human Bullet: - Un superhéroe que vuela y super resistencia.
- Super Charge: - Un superhéroe de energía viva.
- Radar-Sonar Man: - Un superhéroe que puede volar y emitir un radar y un sonar para guiarse a sí mismo cuando era ciego.[30]
- Quake-Master: - Un superhéroe que libera energía que hace que los objetos se "muevan".[29]
- Squid: - Un superhéroe que tiene un casco que libera líquidos. También puede volar a través de un trineo especial.
- Human Starfish: - Una estrella de mar humanoide con una fuerza superhumana.[29]
- Hypno-Man: - Un superhéroe que tenía capacidad para el control mental.
- Mighty Moppet: - Un héroe parecido a un bebé que utiliza biberones que convierten a sus objetivos en bebés o en adultos.[29]
- King Kandy: - Un superhéroe que tiene armas con temas de caramelo.[29]
- Plastic Man: - Robby Reed se convirtió temporalmente en Plastic Man y tuvo sus habilidades elásticas.[2]
- Magneto: - Un superhéroe que tiene manipulación magnética.
- Hornet Man: - un superhéroe que podía volar y tenía un aguijón paralizante en un dedo.
- Shadow Man: - Un superhéroe que tiene el poder de una sombra viviente.
- Mr. Echo: - Un superhéroe que podría absorber y desviar fuerzas. Parece una esponja con forma humana.
- Future-Man: - Un superhéroe que tiene habilidades lanzando ilusiones y telekinesis.[29][31]
- Castor y Pollux: - Superhéroes gemelos que tienen la habilidad de volar y super fuerza. Pollux era inmortal.
- King Coil: - Un superhéroe que está hecho de bobinas de hierro. Se asemeja al juguete "Slinky".
- Zip Tide: - Un superhéroe que es una ola viviente del océano.
- Super Nova: - Un superhéroe con habilidades de volar, super velocidad y potencia atómica.
- Robby, el súper robot: - un superhéroe que con capacidad para volar, control molecular limitado y súper fuerza.
- Whozit, Whatsit y Howsit: - Tres súper héroes anormales. El dial fue temporalmente alterado debido a una perturbación solar.

Whozit: - Este superhéroe tiene una habilidad para rebotar. Cuerpo en forma de bola de goma.
Whatsit: - Un superhéroe volador. El cuerpo tenía la forma de un planeador.
Howzit: - Un robot humanoide con forma de máquina de pinball viviente con varios súper poderes, que se activa al tirar y soltar el émbolo adecuado.
- Yankee Doodle Kid: - Un superhéroe que puede volar y crear "fuegos artificiales".
- Chief Mighty Arrow: - Un superhéroe que utiliza armas de nativos americanos y tiene un caballo volador llamado "Wingy."
- Balloon Boy: - Un superhéroe rotundo con el poder del vuelo.
- Muscle Man: - Un superhéroe que puede emitir explosiones de energía.
- Hoopster - Un superhéroe que lanza aros con poderes especiales.
- Mole-Cometeer: - Un híbrido de Mole y Cometeer.
- Velocity Kid: - Este tenía un dispositivo de sirena en su pecho que le impulsaba a través del aire a la velocidad del sonido.
- Astro: Man of Space: - Un superhéroe con la capacidad de teletransportación y otros poderes mentales.
- Baron Buzz-Saw: - Un superhéroe que usaba sierras en sus muñecas y cinturón. También podía volar.
- Don Juan: - Un superhéroe con una espada mágica. La Espada fue robada por unos groupies.
- Sphinx Man: - Un superhéroe que tiene un cuerpo de piedra y alas que le permiten volar. Podría pedirle a una persona el "Enigma de la Esfinge" y la víctima desaparecería en el Limbo si no respondía correctamente.
- King Viking: - Un superhéroe con espada que puede volar.
- Robby Go-Go: - Un artista marcial súper rápido que baila música disco.
- Whirl-I-Gig: - Un ser no humanoide con cuchillas giratorias para las extremidades.
- Pendulum: - Un superhéroe con forma de péndulo humano.
- Human Solar Mirror: - Un superhéroe que puede enfocar luz solar en un rayo de calor.
- Gillman (héroe, luego villano): - Un héroe que respira bajo el agua y nada súper rápido.
- Carámbano humano (héroe, luego villano): - Un superhéroe que puede generar frío.
- Strata Man (héroe, luego villano): - Un héroe compuesto de varias capas de sustancia similar a las rocas, cada una con diferentes propiedades.
- Tommy Tomorrow: - Un duplicado del héroe espacial de DC Comics de principios de los sesenta.
- Twilight
- Pyronic Man
- Giant
- Quadruplets
- Circumference: - Un superhéroe extraño con una cabeza esférica y esferas sin dedos para las manos.
- Wizard: - La mitad medio heroica de Robby Reed. Creó los Siales utilizados en las apariciones de los héroes de los años 80 que portaron los Diales, el Mago los escondió en una casa abandonada. Tenía la casa vigilada por espías hasta que llegaron las personas adecuadas para mudarse.
- Maestro: - El lado medio villano de Robby Reed. Fue responsable de crear la mayoría de los villanos con los que luchan Chris King y Vicki Grant. Esto se debió a que anteriormente estuvo trabajando para el Proyecto ADN del Proyecto Cadmus como se le vio en las páginas de DC Comics Presents Vol. 1 #44 (abril de 1982).[32]
- Great Jupiter: - Una identidad heroica asumida por la forma Maestra de Robby Reed utilizando el Dial-H de Chris King. Tiene poderes relacionados con el planeta del mismo nombre.

#### Segunda Usuaria: Suzy Shoemaker
- Gem Girl: - La novia de Robby, cuando marcó en el Dial la palabra H.E.R.O.I.N.A. en dos ocasiones diferentes. La primera vez, se convirtió en una superheroína que llevaba una variedad de joyas que cada una liberaba un poder diferente cuando se tocaba.
- Supergirl: - La segunda vez que Suzy usó el dial, se convirtió en un duplicado de la prima de Superman (esto se mostró en un flashback que supuestamente tuvo lugar antes de que Supergirl llegara por primera vez a la Tierra).

#### Tercer Usuario: Chris King
- Moth: - Un superhéroe con capacidad de vuelo.
- Mega Boy: - Un superhéroe que podría disparar poderosas vigas de sus manos.
- Color Commando: - Un superhéroe que utilizó una variedad de armas basadas en colores con diferentes efectos.
- Doomster, maestro de rayos cósmicos: - Un superhéroe que puede disparar y montar rayos.
- Composite Man: - Un superhéroe que podría crear duplicados en miniatura de sí mismo.
- Capitán Electron: - Un superhéroe que podría disparar explosiones de electrones destructivas de sus manos.
- Mister Mystical, Master of Magic: - Un superhéroe que poseía habilidades mágicas.
- Star Flare: - Descrito por Chris como el "misil humano" y "el mayor héroe desde Superman". Esta identidad le permitió a Chris volar y empuñar una espada estelar.
- Solar Flare: - Un superhéroe con la capacidad de volar y dar puñetazos (aunque a Chris solo se le mostró usando este último).
- Wrangler: - Un "vaquero cósmico " en el que Chris se convirtió para luchar contra Battering Ram.
- Goldman: - Un superhéroe volador que creaba construcciones "de oro". Él es el socio de Goldgirl.
- Sixth sensor: - Un superhéroe que lee la mente.
- Volcano: - Un superhéroe con poder sobre la manipulación de la Tierra, específicamente lava volcánica.
- Mister Thin: - Una criatura bidimensional que podría estirarse como una banda de goma. Tenía cuatro patas y una cara monstruosa.
- Anti-Man: - Un superhéroe volador con explosiones de antimateria.
- Dragonfly: - Un superhéroe alado con vista multidireccional.
- Teleman: - Un superhéroe teletransportador.
- Zeep the Living Sponge: - Un personaje fue creado por el futuro dibujante de cómics Stephen DeStefano. Zeep más tarde apareció en el cómic que DeStefano y Bob Rozakis trabajaron: Hero Hotline. Tenía el poder de rebotar.
- Lightmaster: - Un superhéroe. Nunca se dieron detalles. Este personaje y los siguientes siguiente en esta lista fueron descartados en un solo panel.
- Molecule-Man: - Un superhéroe. Nunca se dieron detalles.
- Music Master: Un superhéroe con una radio que convertían el sonido en energía que podía manipular. Quizás haya sido la inspiración para crear al supervillano de la serie animada Batman, el Valiente y el crossover de las series The Flash y Supergirl, Music Meister.
- Gladiator: - Un superhéroe con una espada de poder engendrada por brujería. Este personaje no podía volar.
- White: - Un superhéroe que emitía un rayo de energía blanca que era inofensivo cuando se utilizaba solo, excepto hasta que fuese combinado con un rayo similar con el de su compañera, Black.
- Waspman: - Un superhéroe volador que disparaba "aguijones de avispa".
- Vibro the Quakemaster: - Un superhéroe con poder de vibración.
- Steadfast': - Un superhéroe con el poder de inmovilizar cualquier cosa que se mueva.
- Gravity Boy: - Un superhéroe que controla la gravedad.
- Blast Boy: - Un superhéroe con un puñetazo explosivo.
- Electrostática: - Un superhéroe maestro de todas las ondas electromagnéticas.
- Lumino: - Un superhéroe que es capaz de crear formas de luz sólida.
- Enlarger Man: - Un superhéroe que puede agrandar cosas.
- Brimstone: - Un superhéroe que puede volar y controlar la lava. No confundir a Brimstone el supervillano y con el héroe cuya publicación en solitario creado en 2018.
- Avatar: - Un superhéroe maestro de los cuatro elementos. Cabalgaba a Sahri, el Espíritu Tigre.
- Wind Rider: - Un superhéroe que puede volar y controlar el aire.
- Psi-Fire: - Un superhéroe que podía solidificarse o volverse intangible con sus poderes mentales.
- Óxide: - Un superhéroe que podría oxidar el metal.
- Ragnarok el Vikingo cósmico: - Un superhéroe místico con fuerza mejorada y un hacha de batalla mágica. Notable es que la autoidentidad de Rägnarök suprimió completamente la propia personalidad de Chris, incluyendo su conocimiento de que Vicki (en su transformación como Pixie) era una aliada.
- Capitán Saturno: - Un superhéroe que podía controlar los anillos voladores gigantes que podrían atar a los enemigos.
- Moonlight: - Un superhéroe con el poder de proyectar luz brillante u oscuridad.
- Mental Man: - Un superhéroe con gafas que le permitió proyectar ilusiones realistas.
- Neón: - Un superhéroe que explota energía.
- Phase Master: - Un superhéroe que puede convertir cualquier cosa en sólido, líquido o gas.
- Multi-Force: - Un superhéroe que puede crear un duplicado de cualquier objeto.
- Gemstone: - Un superhéroe con un cuerpo cristalino súper duro.
- Hasty Pudding: - Un superhéroe que podía o no podía moverse normalmente. O bien quedaba inmóvil o corría como The Flash.
- Radar Man: - Un superhéroe que puede localizar cosas y teletransportarlas a su ubicación.
- Stuntmaster: - Un superhéroe que viajaba en una motocicleta de alta tecnología y tenía un cetro de energía.
- Shadow Master: - Un superhéroe que es capaz de crear sombras.
- Centaurus, maestro de la vibración: - Un superhéroe con la capacidad de absorber la vibración y usarla como una explosión de energía.
- Deflecto: - Un superhéroe que podía crear campos de fuerza proyectados que desviarían cualquier cosa que le lanzaran.
- Worm Man: - Un superhéroe que es mitad-humano, mitad gusano gigante. Él podía comer y cavar su camino a través de la tierra a una super velocidad.
- Spectro: - Un superhéroe cuyos poderes nunca fueron mostrados. Este y los 3 personajes siguientes estuvieron en otra instancia en la que los personajes se tomaron la molestia para ser creados, fueron descartados en un solo panel. Estos fueron para un mundo donde el tiempo funciona de manera diferente.
- Airmaster: - Un superhéroe cuyos poderes nunca fueron mostrados. cuyos poderes nunca fueron mostrados.
- Sting: - Un superhéroe cuyos poderes nunca fueron mostrados.
- Attaco: - Un superhéroe cuyos poderes nunca fueron mostrados.
- Galaxiy: - Un superhéroe que podía teletransportarse a sí mismo y a otros, viajado a través del espacio y de regreso a la Tierra. Este héroe logró escapar del extraño mundo alterado por el tiempo.
- Topsy-Turvy: - Un superhéroe que hace que otros se sientan extremadamente desorientados.
- Beast-Maniac: - Un superhéroe que Chris King marcó en llamada de broma como "H.O.R.R.O.R." y se convirtió en una criatura malvada que era súper fuerte y podía volar con alas. Le tomó a Superman tiempo para poderlo detenerlo y restringirlo para poder luego tratar de analizar el Dial-H (al final, no encontró ningún mecanismo interno con su visión de rayos X).
- Prism: - Un superhéroe que podría absorber energía y luego devolverla multiplicada por cien.
- Essence: - Un superhéroe que podría chupar la fuerza vital de sus enemigos con su cetro.
- Red Devil: - Un superhéroe podía convertirse en una variedad de demonios, incluyendo espigas invisibles y bestias grandes.
- Tar-Man: - Un superhéroe de alquitrán vivo que podría volverse súper duro o blando según el estado del alquitrán y rociarlo.
- Mr. Opposite: - Un superhéroe que puede hacer que cualquier cosa actúe de manera opuesta a lo que hace naturalmente. Vicki señaló a Chris con esta identidad y Chris se preguntó si el hecho de que Vicki fuera del "sexo opuesto" podría haber influido en la transformación.
- Power Punch
- Cold Wave
- Earthman: - Un superhéroe que pudo manipular los campos gravitacionales y magnéticos de la Tierra.
- Any-Body: - Un superhéroe podría duplicar la apariencia de cualquier otra persona.
- Jimmy Gymnastic: - Un superhéroe que era un super-atleta.
- Trail Blazer: - Un superhéroe capaz de volar y rastrear a los villanos, lo que hace que sus visiones se vean en llamas.
- Roll: - Un superhéroe con supervelocidad.
- Kinetic Kid
- Glassman
- X-Rayder
- Spheror
- Fuzz-Ball: - Un superhéroe que era una cabeza borrosa con pies pero sin cuerpo ni brazos. Era el compañero de "Raggedy Doll".
- Trouble-Clef: - Un superhéroe maestro de música mágica -
- Serrator –
- Synapse the Energy Man
- Martian Marshall: - Una versión del superhéroe occidental del Martian Manhunter.
- Rubberneck: - Un superhéroe con capacidades estirables, similar a Plastic Man.

#### Cuarto usuario: Vicki Grant
- Futura: - Una superheroína con capacidad para volar, precognición, posiblemente otros poderes psiónicos.
- Sunspot: - Una superheroína con poderes de energía solar.
- Hielo: - Una superheroína con poderes y vuelo basados en el frío.
- Grasshopper: - Una superheroína con súper saltos y agilidad.
- Twilight, Mistress of the Dark - Una superheroína con poderes de sombra.
- Windsong: - Una superheroína con la habilidad de controlar los vientos.
- Molecule Maiden: - Una superheroína con la capacidad de controlar moléculas.
- Hypno Girl: - Una superheroína con habilidades hipnóticas. Esta identidad no podía volar mucho para molestia de Vicki.
- Midnight Wisp: - Una superheroína conocida como "chica más rápida de Fairfax".
- Strato-Girl, Mistress of the Wind: - Una superheroína que puede controlar los vientos.
- Goldgirl: - Una superheroína voladora y que genera construcciones "doradas". Socio de Goldman.
- Alchemiss: - Una superheroína que controla los cuatro elementos antiguos de la Tierra.
- Dimension Girl: - Una superheroína que puede generar portales a otras dimensiones.
- Stellar: - Una superheroína capaz de controlar el aire.
- Ultra Girl: - Una superheroína preciosa con súper fuerza.
- Starlet: - Otra superheroína con súperfuerza y la capacidad de "conocer el punto más débil de un objetivo".
- Cardenal: - Una superheroína telequinética.
- Ani-Woman: - Una superheroína que puede dar vida a objetos inanimados bajo su control.
- Thumbelina: - Una superheroína pequeña del tamaño de una hormiga con la fuerza de una persona en su tamaño normal.
- Tiara Star: - Una superheroína, sin descripción.
- Matter Girl: - Una superheroína, sin descripción.
- Echo: - Una superheroína con poderes que repelen la energía.
- Ariel: - Una superheroína voladora con poderes de energía.
- Black: - Una superheroína que emitía un rayo de energía negra que era inofensivo excepto si cruzaba con el rayo blanco de su compañero, White.
- Weather Witch: - Una superheroína que controla el clima.
- Tigresa esmeralda: - Una superheroína con supervelocidad y fuerza.
- Rainbeaux, Mistress of Color: - Una superheroína que proyecta haces de diferentes colores, cada uno con un poder diferente.
- 'Hummingbird: - Una superheroína que podía volar y mover sus alas a una supervelocidad.
- Hidra, diosa del mar: - Una superheroína que puede controlar el agua.
- Hyptella: - Una superheroína especialista en hipnotismo. A diferencia de la identidad anterior basada en el hipnotismo de Vicki, Hyptella podía volar.
- Sonik: - Una superheroína que puede controlar el sonido.
- Puma the She-Cat: - Una superheroína con super habilidades de gato.
- Sulphur: - Una superheroína que puede generar una nube de azufre. Ella no podía volar y en realidad dejaba una marca de ácido sulfúrico de sus pies cuando camina.
- Sparrowhawk: - Una superheroína con alas.
- Kismet, Mistress of Mind Wave: - Una superheroína que poseía el poder de la clarividencia.
- Plant Mistress: - Una superheroína capaz de controlar cualquier planta que crezca.
- Sea Mist: - Una superheroína capaz de crear vapores acuosos.
- Arpa: - Una superheroína voladora con alas y un arpa mágica que calmaba a los enemigos.
- Pixie: - Una pequeña superheroína con magia, utiliza el "polvo de hada " para invocar sus hechizos.
- Snowfall: - Una superheroína con poderes de hielo.
- Glass Lass: - Una superheroína cristalina con piel de "vidrio" y poder para amplificar la luz en rayos láser.
- Unicornio: - Una superheroína cuyo cuerno curaba con un toque.
- Queen of Hearts: - Una superheroína que controla las emociones.
- Blue Biker: - Una superheroína que conducía una bicicleta de alto poder, pero no tenía ningún poder. Fingió ser unicornio para testificar en un caso judicial contra Tsunami y Distortionex.
- Weaver: - Una superheroína que podría tejer redes en diferentes formas.
- Frosty: - Una superheroína cuyos ojos tenían iris blancos y esclerótica azul. Su mirada helada podía destrozar cualquier sustancia a voluntad. La creación original (que nunca llegó a una página impresa) también incluía poderes telepáticos y la capacidad de teletransportarse a distancias cortas. Frosty fue creada por una lectora, llamada Ann-Marie Roy (née Leslie) de Escocia.
- Tempest: - Una superheroína cuyo "cabello" en su cabeza se transformaba en varios tipos de fenómenos meteorológicos.
- Starburst: - Una superheroína con poderes de explosión y energía.
- Spinning Jenny: - Una superheroína que puede volar y girar a una supervelocidad, tan rápida que incluso podría viajar en el tiempo.
- Scylla: - Una superheroína que tenía cabezas mecánicas de serpiente con ojos láser pegados a los costados.
- Sphera: - Una superheroína que puede crear esferas de cualquier material para una variedad de efectos.
- Blazerina: - Una superheroína que podía bailar y girar para desarrollar una poderosa explosión de energía láser.
- Thundera: - Una superheroína con gritos atronadores y rayos destructivos.
- Monarca: - Una superheroína que podía volar con grandes alas parecidas a mariposas.
- Miss Hourglass: - Una superheroína con la habilidad de controlar el tiempo.
- Sirocco el viento del desierto
- Infra-Violet
- Gossamer: - Una superheroína voladora que podría tejer capullos.
- Fan
- Visionary: - Una superheroína que podría ver varios segundos en el futuro.
- Spyglass
- Psi-Clone: - Una superheroína con poderes psíquicos y la capacidad de crear duplicados de personas.
- Rock: - Una superheroína amante de la diversión con súper fuerza.
- Genesis: - Una superheroína capaz de transformar seres vivos en piedra y a su espalda darle vida a objetos inanimados.
- Sra. Muscle
- Lavender Skywriter: - Una superheroína que podía hacer que aparezcan objetos al escribir sus nombres con una niebla púrpura.
- Turnabout
- Raggedy Doll: - Una superheroína muñeca de trapo viviente que no tiene la capacidad de moverse, y mucho menos cualquier poder. Compañero de "Fuzzball"
- Venus la trampa voladora
- "Fish-Girl" (villana)
- "Fire Girl" (villana)
- "Chica de agua" (villana)
- "Diamond Girl" (villana)
- "Electrical Girl" (villana)
- "Machinery Girl" (villana)
- Harpy (villana)
- Volcano Girl (villana)
- 'Sister Scissor-Limbs: – Una villana con tijeras afiladas en sus brazos que podrían cortar a la mayoría de materiales.
- Cobress: – Una villana reptiliana con una mirada hipnótica.

#### Quinto Usuario: Nick Stevens (en las páginas deThe New Adventures of Superboy(Superboy Vol.2) #48
- The Shifter: - Un superhéroe que podía convertirse en cualquier superhéroe que quisiera.
- The Purple Haze: - Un superhéroe que puede convertirse en una neblina y formar objetos sólidos de sí mismo, como un guante de boxeo.
- Freeze Demon: - Un superhéroe que tiene criocinesis.
- Napalm: - Un superhéroe que tiene pyrokinesis.

#### Sexto Usuario: Thomas Banker/Dial-Man
- Kinovicher
- Jollo
- Mangastanga

#### Séptimo Usuario: Lori Morning (Legión de Super-HéroesVol.4)
- Fireball: – Una superheroína piroquinética voladora que podría animar y controlar "bolas de fuego vivientes".
- Slipstream: – Una superheroína voladora con súper velocidad.
- Dyna-Soar: – Una superheroína parecida a un dinosaurio con capacidades de vuelo.
- Chiller: – Una superheroína con control de hielo.
- Ink: – Una superheroína que disparaba una "tinta" pegajosa para atrapar enemigos.
- Galaxy Girl: – Una superheroína con poderes cósmicos de alta gama, incluido un "martillo cósmico".
- Blip:  – Una superheroína con poderes de teletransportación.
- Plasma: – Una superheroína con poderes basados en la energía.
- Helios

#### Octavo Usuario: Travers Milton
- Star: – Un superhéroe con poderes similares a Superman.

#### Los Usuarios de la historietaH.E.R.O.E.

##### Noveno Usuario: Jerry Feldon
- Afterburner: – un superhéroe que podía volar y tenía súper fuerza, pero no invulnerabilidad.[33][34]

- The Bouncer: – Un superhéroe que podría saltar muy alto.[35]
- The Blur: – Un superhéroe con supervelocidad.[36]
- The Wake[37]
- Winged Victory: – Un superhéroe que podría volar.[38]
- The Wrecker[39]
- Powerhouse[40][41]

##### Décimo Usuario: Matt Allen
- The Protector[42]

##### Undécimo Usuario: Andrea Allen
- Nocturna: – Una superheroína con "el poder de la oscuridad".[43]
- Illusia: – Una superheroína capaz de crear ilusiones.[43]

##### Otros Usuarios, aquellos que manifestaron al Capitán Caos[44]
- Cloud: – La forma superhéroe de Mark. (Duodécimo Usuario).
- Fusion: – La forma superhéroe de Jay. (Décimo tercer Usuario).
- Photon: – La forma superhéroe de Galen.[44] (Décimo cuarto Usuario).
- Ingot: – La forma superhéroe de Galen.[44] (Décimo cuarto Usuario)
- Howitzer: – La forma superhéroe de Mark. (Duodécimo Usuario)[45]
- Tidal Wave: - La forma superhéroe de Galen.[45] (Décimo cuarto Usuario)
- Capitán Noir: – La forma superhéroe de Craig. (Decimoquinto Usuario)
- Blink: – La forma superhéroe de Craig.[45] (Decimoquinto Usuario)

##### Decimosexto Usuario: Tony Finch
- The Slider: – Un superhumano que puede atravesar las paredes.[46]
- The Stretcher: – Un superhumano que puede estirarse.[46]

##### Decimoséptimo Usuario: Joe Walker
- Shocking Suzi: – Una heroína con poderes eléctricos.[47][48][49]

#### Décimo Octavo Usuario: Nelson Jent (Dial H) -Los Nuevos 52
- Boy Chimney: – Un caballero esquelético con reflejos y flexibilidad superhumanos, emisor de gases tóxicos, manipulación de humo, piel dura como ladrillo, clarividencia basada en el humo y la capacidad de viajar en el humo de las chimeneas.
- Capitán Lachrymose: – Un "emo" que obtiene una fuerza física increíble de los recuerdos más traumáticos de la gente, lo que los obliga a experimentar una crisis emocional.
- Skeet: – Un superhéroe que se parece a una escopeta roja/arcilla-paloma. Puede girar, volar y reensamblarse ante una explosión.
- Control-Alt-Delete: – un superhéroe de computadora que puede "reiniciar" eventos recientes.
- The Iron Snail: – Un comando militar equipado con una armadura maciza con forma de concha, pisadas, armas de fuego que lanzan sustancias nocivas y un sentido ferrocochleano.
- Human Virus: – Poderes nunca mostrados.
- Shamanticore: – Un superhéroe que se parece a una mantícora chamán humanoide con un bastón. Los poderes nunca se mostrados.
- Pelícan Army: – Los poderes nunca aparecieron, pero estuvo acompañado por una gran bandada de pelícanos.
- Double farol: – Sus poderes nunca fueron mostrados.
- Hole Punch: – Un superhéroe musculoso de tres brazos con manos de martillo.
- The Rancid Ninja: – Nunca se mostró, pero Nelson dijo que desearía poder olvidar convertirse en él.
- Baroness Resin: – La primera forma de superhéroe femenino que Nelson Jent obtuvo del sexo opuesto. Ella dispara una especie de explosión de su mano que probablemente es resina.
- Cock-a-Hoop: – Un extraño baúl de gallo y hula hoop que posee un grito sónico y puede causar que otros se mareen al rodearlos.
- Chief Mighty Arrow: – Un superhéroe que tuvo la apariencia de un estereotipo nativo americano. Puede disparar una serie de súper flechas (como una flecha de escalera y una flecha explosiva), puede crear torbellinos y posee un ayudante Pegaso llamado Wingy. Debido a su potencial ofensivo, Roxie le prohibió a Nelson salir de la casa de esta manera.
- Tugboat: – Un superhéroe que tiene remolcadores para las armas.
- Tree Knight: – Un superhéroe que se parece a un árbol vivo con armadura que empuña una espada.
- Daffodil Host: – Un superhéroe bien vestido que tiene narcisos en la cabeza. Su poder es entrar a sus enemigos con un ensueño poético.
- Flame War: – Un superhéroe cuyos insultos pueden hacer lo que él insulte se incendie.
- Cloud Herd: – Un superhéroe alto y barbudo que puede controlar el clima.
- The Glimpse: – Un superhéroe súper rápido que puede pasar desapercibido a la vista o el sonido.
- Copter: – Es el primer compañero de superhéroes que Nelson marca con el Dial-S. Actúa como el compañero de Gunship y es considerado poderoso por derecho propio, donde es capaz de liberar rayos de electricidad y usar las aspas del helicóptero para volar.
- The Flash: – Un duplicado de Flash.
- ElepHaunt: – Un superhéroe parecido a un elefante / fantasma .
- Moon Monkey
- SuperOmi, Queen of Soho
- Secret Faction: – Un superhéroe que puede causar disensión desde dentro.
- Monodon Seer: – Un superhéroe parecido a un narval que puede leer los pensamientos.
- Chachney Lachrymose: – Un híbrido de Boy Chimney y Captain Lachrymose.
- Pelican Bluff: – Un híbrido de Pelican Army y Double Bluff.
- Ctrl + Alt + Daffodil: – Un híbrido de Ctrl + Alt + Supr y Daffodil Host.
- Cloud Skeet: – Un híbrido de Cloud Herd y Skeet.
- Flame Snail: – Un híbrido de Flame War y Iron Snail.

##### Un antiguo Usuario compañera de Nelson Jent: Manteau
- Hairbringer: –  Una superheroína que Manteau marcó antes de su primera aparición. Ella puede extender y controlar su cabello. El ex Nihilo también marcó esta forma cuando luchaba contra Abyss.
- The Prime Mover: –  Una superheroína extremadamente poderosa en la que Manteau se convirtió una vez y casi se perdió en ella.
- Doctor Cloaca: –  Una aparición del Dossier Refusenik.
- SS Ilsa: –  Una aparición del Dossier Refusenik.
- Capitán Priapus: –  Una aparición del Dossier Refusenik.
- Kid Torture: –  Una aparición del expediente de Refusenik.
- Golliwog: –  Una aparición del Dossier de Refusenik.
- Extinguishness: –  Una superheroína en un traje de bombero con mangueras como brazos y pies tipo hidrante. Sus brazos de manguera pueden emitir una gran presión de agua que sería suficiente para hacerla volar en el aire.
- Electrocutie: –  Una superheroína eléctrica. Fue nombrada por Nelson Jent a quien le gustó esa forma.
- Planktonian: –  Una superheroína que se compone de una multitud de pequeños planctons.
- Minotaura: –  Una gran superheroína parecida a un minotauro que tiene súper fuerza y puede atrapar a cualquiera en un laberinto.
- Clinch
- Piper Cleaner
- Exhaust
- Matryoshka: - Una muñeca superheroína anidada rusa.

##### Otro usuario: Mason Jones
- Lad Autumn
- Bristol Bloodhound: - Un superhéroe sabueso con sentidos intensificados.

### Villanos
No siempre fueron los usuarios que estuvieron del lado del heroísmo que portaron el Dial-H, Esto llevó que fuese un objeto deseado por sus contrincantes, hasta el punto que si el H-Dial caía en manos de supervillanos habían encontrado con criminales que combatieron e incluso intentaron utilizar o robar su dispositivo en sus aventuras:

#### Los enemigos de Robby Reed
- Organización Thunderbolt
  - Mr. Thunder: Eric Bolton es el jefe de la Organización Thunderbolt. Más tarde se convierte en Moon man por un accidente químico que le dio poderes lunares.
- Daffy the Great: Daffy Dagan utilizó una vez el H-Dial para convertirse en Daffy the Great.
- The Clay-Creep Clan: Un grupo de villanos que pueden moldear sus cuerpos flexibles en cualquier forma.
- El Mago de la Luz: El Dr. Drago es un supervillano que usa armas basadas en la luz.
- Momia: Joe Becket es un villano momificado que ejerce la magia antigua.
- Profesor Nabor:  Inventor de un dispositivo de rayos que convierte temporalmente a las personas en monstruos sin mente.
- Baron Bug: Un supervillano que agranda insectos para cumplir sus órdenes. Más tarde apareció en la maxiserie 52 como miembro del Escuadrón de Ciencia.
- Doctor Cyclops: Un supervillano tuerto con extraños poderes de visión.  Más tarde apareció en la maxiserie 52 como miembro del Escuadrón de Ciencia.
- Dr. Rigoro Mortis: Un científico loco que fue el creador de Super-Hood.  Más tarde apareció en la maxiserie 52 como miembro del Escuadrón de Ciencia.
- Super-Hood: Un monstruoso androide criminal.
- Cougar Man: Justin Mudd es un gánster que roba el dispositivo del profesor Morgan que hace que las leyendas cobren vida.
- Rainbow Raider: El Dr. Quin es un supervillano que adquiere un poder diferente para cada color del arco iris que asume. No debe confundirse con el villano de The Flash del mismo nombre .
- Toymaster: Es un supervillano que usa dispositivos y trucos basados en juguetes o con temas de juguete en sus crímenes.
- Dr. Morhar
- Jim: Un amigo de Robby Reed que se convirtió en diferentes monstruos cada vez que Robby se convertía en héroe debido a un defecto temporal del Dial-H.
- The Speed Boys: Una pandilla criminal conocida por usar vehículos de alta velocidad para sus escapadas.
- Shirkon: Un supervillano con el que Robby Reed luchó. Su batalla con él resultó en la forma en que Robby Reed se dividió entre Wizard y Master.

#### Los enemigos de Chris King y Vicki Grant
- Flying Buittress: Un guerrero metálico volador de otra galaxia y servidor de G.L.U.N.K.
- GLUNK/ULGNC: Abreviatura de la Unidad Logística Galáctica para la Navegación y el Conocimiento, es una nave espacial parlante con un rayo de congelación.
- Robots gordanos: Centinelas robots enviados a la Tierra para proteger la tecnología gordana.
- Silver Fog: Samuel Toth es un supervillano que podría tomar la forma de una sustancia similar a la niebla. Este personaje fue creado por Harlan Ellison.
- Muerte roja: Un científico maldito con un toque desintegrador.
- Thunder Axe: Un criminal que una vez capturó a los padres de Vicki. Maneja un hacha que podía lanzar y controlar a través de la distancia.
- Sphinx: Un extraterrestre que drena energía que surgió en los tiempos modernos después de un aterrizaje forzoso en el Antiguo Egipto. Se fue a casa pacíficamente después de que Vicki y Chris usaron sus poderes para convertirlo en una nave espacial.
- Battering Ram: Bruno Hogan era un ex estrella de circo mutante que fue despedido por robo y juró venganza. Tiene cuernos de carnero en la cabeza y tiene súper fuerza.
- Acuarians: Una raza de extraterrestres que viven en el mar con la intención de colonizar la Tierra mediante tormentas artificiales.
  - Largo el invencible: El guerrero más grande de acuarios.
- Destructess: Martha Winters es una mujer mentalmente enferma dotada por los Acuarianos con brazaletes que disparan energía.
- Interchange the Metamorphic Man: Un supervillano con poderes que cambian de forma y que una vez amenazó a Washington D. C.
- Silversmith: Un supervillano con el poder de encerrar a sus enemigos en plata.
- Blade Master: Un supervillano contratado por H.I.V.E. para matar al profesor Oxford.
- Gamesmaster: Gary Ames es un supervillano que usa armas con temas de juegos. Se mencionó que había sido un antiguo secuaz de Joker .
- Wildebeest: Un cazador furtivo que viene a América para cazar en un safari de caza. Este personaje no tiene ninguna conexión conocida con la Sociedad Wildebeest Society que amenazó a los Teen Titans y fue responsable de la creación de Pantha.
- Bounty Hunter: Un vigilante disfrazado que ataca a un mafioso.
- Pupil: ¡Una computadora flotante que parecía un ojo gigante con una gorra de graduación!
- Master: La forma medio villana que se apoderó de Robby Reed cuando este se dividió.
- Mr. Negative: Un hombre cuya actitud negativa y exposición a la radiación hicieron que quienes le rodeaban se sintieran suicidas.
- The Evil Eight: Un equipo de supervillanos de "Maestro" que creó a partir de muestras celulares de personas desconocidas. Tras su derrota y exposición como clones, los Evil Eight fueron entregados a los Laboratorios STAR Labs para su estudio y evaluación psíquica con la esperanza de que pudieran ser rehabilitados y devueltos a la sociedad como ciudadanos útiles.
- Arsenal: Un supervillano blindado con varias armas.
- Chondak: Un monstruo humanoide parecido a un mono azul .
- Familiar: una supervillana que puede convertirse en cualquier sustancia que ella haya tocado.
- Ice King: Un supervillano que usa casco y tiene la capacidad de generar y controlar el hielo.
- K-9: Un perro mascota de un supervillano con garras afiladas.
- Maniak: Un supervillano acrobático .
- Phantasm: Un fantasma -supervillano con habilidades fantasmales.
- Piledriver: Un supervillano con súper fuerza.
- Grockk, el hijo del diablo: un villano que aparentemente proviene de las fosas del infierno.
- Firegirl: Una villana que Grock creó. Ella no era realmente mala y se sacrificó para detener a Grocck.
- Sky Raider: Un ladrón volador que había robado un Rembrandt del padre de Vicki. Utiliza un jet pack para volar.
- Crimson Star: Un supervillano creado por el Maestro. Sus poderes se derivan de las estrellas.
- Radiator: Un supervillano creado por el Maestro. Su traje contiene diferentes rayos de radiación.
- Snakeman: El profesor Charles Ralston es un científico que se había transformado en una serpiente gigante después de ser cortado accidentalmente por romper un frasco de suero.
- Jinx: Una supervillana de los Teen Titans que tiene el poder de la magia de la mala suerte. Fue creado por Maestro.
- Cancero: Un villano acuático en una armadura con temática de cangrejo .
- Jelly Woman: Una extraña villana con un cuerpo compuesto de sustancia gelatinosa.
- Belladonna: Angela Wainwright es una química convertida en delincuente que transporta sustancias venenosas en forma de armas.
- Tsunami: Un malvado que podría crear olas destructivas similares a las de su homónimo . Ella era una sirvienta de Maestro y se asoció con Distortionex para crear situaciones de desastre mientras robaba negocios abandonados.
- Distortionex: Un supervillano masculino con el poder de desintegrar la materia. Él era sirviente de Maestro y se asoció con Tsunami para crear situaciones de desastre mientras robaba negocios abandonados.
- Controller: Una inteligencia artificial creada por Marionette para ayudar a operar su cuerpo androide. Controller se volvió loco y ordenó a Marionette que cometiera actos criminales.
- Marionette: Un extraterrestre que colocó su mente en un cuerpo androide controlado por las "cuerdas de Marionetta" del Controlador.
- Abyss: Una puerta viva entre mundos. En Los Nuevos 52, Abyss regresaría como un oponente de Nelson Jent.
- Squid: Un extraterrestre que podría proyectar una "tinta" mortal con la punta de sus dedos. Fue el aliado/sirviente de Abyss, quien lo transportó a la Tierra desde su mundo natal. En Los Nuevos 52, regresó como oponente de Nelson Jent.
- Blackjack: Un villano de otro planeta que utilizó objetos mortales basados en casinos contra sus enemigos.
- Serpent
- Senses-Taker: Un supervillano con el poder de negar los sentidos .
- Disc Jockey: Un supervillano que vuela sobre una gigante máquina tornamesa de discos voladores y puede forzar a cualquier dispositivo que produzca sonido para reproducir sus transmisiones de mezclas musicales ensordecedoras.
- Whitefire: Un supervillano que puede transportar cualquier cosa a su dimensión al intercambiarla con algo propio.
- Naiad: Diana Lyon es una vigilante con poderes basados en el agua.
- Marauder: Un supervillano que el Maestro solía sacar a Naiad de la cárcel.
- Blade: Uno de los secuaces del Maestro. Él es un supervillano que empuñó una serie de armas blancas.
- Caleidoscopio: Uno de los secuaces del Maestro. Ella es una villana que podría crear alucinaciones e ilusiones a través de una pantalla de luz que recuerda a su tocayo .
- Chain Master: Uno de los secuaces del Maestro. Es un supervillano que empuñó una bola y una cadena.
- Silhouette: Uno de los secuaces del Maestro. Es un supervillano que podría absorber a las víctimas en su "caja de sombra" mientras transforma sus sombras en duplicados bajo su control. Sus duplicados se podían detectar por el hecho de que no proyectaban sombras propias.
- Firecracker: Un supervillano que usa petardos explosivos.
- Windrider: Un supervillano volador.
- Istambul Frankie Perkins: Un criminal de poca monta que la Siluet (usando un duplicado del Detective Greg King) trató de inculpar de un robo.
- Coil: Un supervillano que una vez secuestró al detective Greg King. Tiene la capacidad de extender y comprimir su cuerpo como un resorte helicoidal .
- Firedevil: Un villano demoníaco con poderes basados en el fuego. Fue creado por el Maestro.
- Pod: Uno de los secuaces del Maestro. Es una criatura con tentáculos parecida a una planta creada por el Maestro.
- Golden Web: Uno de los secuaces del Maestro. Es una araña supervillana que podría tejer una red dorada.
- Swarm: Uno de los secuaces del Maestro. Es una mujer voladora insectoide que podría dividirse en muchos duplicados con forma de lanza con una mente colectiva.
- Power Pirate: Uno de los secuaces del Maestro. Es un supervillano que podría drenar habilidades sobrehumanas. Sin embargo, si los objetivos se concentran en sus debilidades en lugar de sus fortalezas, él absorberá esas debilidades en su lugar.
- Ejército de supervillanos sin nombre de "Master": un grupo de supervillanos creados por el maestro a partir de muestras de células de personas desconocidas. Chris King y Vicki Grant lucharon contra ellos en el escondite del Maestro. Tras su derrota y exposición como clones, estos supervillanos fueron entregados a STAR Labs para su estudio y evaluación psíquica con la esperanza de que pudieran ser rehabilitados y devueltos a la sociedad como ciudadanos útiles.
  - Aurora: Una villanesa que puede proyectar auras de diferentes colores de su cuerpo y consolidarlas en armas. Fue creada por el Maestro a partir de muestras de células de una persona desconocida.
  - Blue Damsel Fly: Un insectoide volador supervillano que podía disparar rayos de energía de sus manos. Fue creada por el Maestro a partir de muestras de células de una persona desconocida.
  - Cableman: Un supervillano que podía soltar un cable enredado de su mano derecha.
  - Darkstar: Un supervillano con habilidades de proyección de energía no especificadas.
  - Decibel: un supervillano que posee un grito sónico.
  - Electron: Un supervillano que podría generar electricidad.
  - Hitpin: Un malvado que lanzó objetos pesados similares a bolos.
  - Metalliferro: Un supervillano que puede cubrir objetivos con sustancias metálicas de su elección.
- Supervisor: Un superhuman veloz en un traje de estilo dominatrix que maneja una cadena energizada.
- Serpentina: Una peligroso ser con una mirada petrificada.
- Solar Dynamo: Un supervillano con capacidades de proyección de energía no especificadas (probablemente basadas en la energía solar).
- Spyderr: Un supervillano con seis brazos súper fuertes.
- Titaness: Un vándalo que cambia de tamaño.
- Troyano: Un supervillano con temática de soldado troyano con habilidades de proyección de energía no especificadas.

### Los enemigos de Nelson Jent y Manteau
- Ex Nihilo: Un criminal que es el jefe de una pandilla que experimenta con víctimas en estado de coma. Su verdadera identidad es la Dra. Kate Wald, quien trabajó como neuróloga de Darren Hirsch.
- Vernon Boyne: Un narcotraficante que trabaja para Ex Nihilo.
- Squird: Un antiguo oponente de Chris King y Vicki Grant. Él es capaz de crear una amplia variedad de "tintas" químicas con las yemas de sus dedos.
- Abyss: una puerta viva entre los mundos y antigua oponente de Chris King y Vicki Grant.
- Centípede: Floyd Berson es un agente del gobierno canadiense que puede desvincular el tiempo en la medida en que puede moverse a velocidades inusuales, ingresar versiones anteriores de él mismo y obtener varias versiones de él mismo para ayudarlo a completar tareas específicas. Obtuvo sus poderes cuando estaba probando una máquina de tiempo experimental para el ejército canadiense. El general Choder más tarde le dio a Centípede una máscara similar a un ciempiés que también tiene filtros visuales para un mejor reconocimiento.

## Apariciones en otros medios

### Varios
- Una versión alternativa de Robby Reed y del Dial-H For Hero hizo aparición en las páginas del cómic basado en la serie de los Jóvenes Titanes (pero que nunca apareció en la serie animada) en el cómic Teen Titans Go! Vol. 1 #52.[50] Esta versión del personaje, sin saberlo, extrajo sus poderes de otros héroes que estaban cerca. Como resultado al descubrir su fuente de energía, Robby dejó su dial y se inscribió en un nuevo programa de entrenamiento de Teen Titans de Cyborg. Sus identidades en dicha historia fueron Changeling (los poderes provienen de Beast Boy), Lagoon Boy (los poderes vinieron de Aqualad), Jesse Quick (los poderes vinieron de Kid Flash), Power Boy (los poderes vinieron de Wonder Girl) y Protector (Los poderes vinieron de Robin. En Teen Titans Go Vol. 1  #55,[51] Robby Reed regresaría en una secuencia de pesadillas de Cyborg (causada por la villana Phobia). En el sueño, después de que le quitaron su Dial-H, se unió al programa de los "Nuevos Jóvenes Titanes" bajo la apariencia de Protector.
- Marv Wolfman había lanzado un "Dial-H" para adaptar a este personaje en la Televisión en un programa para Hanna-Barbera de los Teen Titans en la década de 1980, que finalmente nunca salió al aire.[52]

### Serie Web
- La página y productora web Machinima Inc., y DC Entertainment han estado buscando producir una serie web de acción en vivo basada en una versión actualizada del concepto original, titulado #4Hero, una comedia cruda de VFX, que tratará sobre una joven llamada Nellie Tribble que descubre una aplicación de teléfono inteligente que le permite obtener temporalmente superpoderes semi-útiles útiles por lo que fuere la tendencia en este momento.[53]

## En la cultura popular
- Dial B for Blog] (enlace roto disponible en Internet Archive; véase el historial, la primera versión y la última). es un extenso y popular blog de cómics dirigido por Kirk Kimball, que escribe bajo el seudónimo "Robby Reed", en homenaje al personaje del cómic de DC.
- "Dial M for Monkey" era un segmento del Laboratorio de Dexter en el que un mono de laboratorio de Dexter se convertía en un mono superhéroe siempre que hubiese problemas, y Dexter no estaba al tanto de esto.
- En el juego de cartas coleccionables Yu-Gi-Oh!, hay un conjunto de cartas que rinden homenaje a este cómic: H-Heated Heart, E-Emergency Call, R-Righteous Justice, O-Oversoul. La carta H.E.R.O. Flash usa estas cuatro cartas para permitir que los Monstruos normales del HERO Elemental ataquen directamente a tu oponente.
- En Simpsons Super Spectacular #12,[54] hay una historia llamada "Dial M for Milhouse" que parodia a Dial-H for Hero. En la historia, Houseboy recibe un teléfono que le permite transformarse en varios superhéroes, pero se vuelve loco de poder y Bartman termina tratando de detenerlo. Las identidades que asume incluyen Flasherdasher, Electroshock, Capybara Man, Falconator, Campfire Kid, Batboy, Rubber Lad y Forkupine.

## Similitudes
- La franquicia de las series animadas y su reboot Ben 10 de Cartoon Network, trata de un joven que obtiene poderes para transformarse en diferentes alienígenas basado en un artefacto que dura temporalmente, esto a su vez, se basa o se inspira directamente en esta obra de la editorial DC Comics; el funcionamiento de su reloj, "El Omnitrix" funciona de manera casi idéntica al Dial-H, muchas de las subtramas o algunos villanos son casi un calco o parecidos, al menos algunas historias que corresponden a los personajes de Robbie Reed, Chris King y Vicki Grant.
- La Franquicia de Kamen Rider Decade, presenta a un protagonista que, al insertar tarjetas en un cinturón giratorio, puede convertirse en otros héroes de la franquicia.
- El videojuego Kid Chameleon: presenta a un protagonista que se transforma en diferentes héroes al usar diferentes máscaras.
- El Super sentai Kaizoku Sentai Gokaiger, cuenta con un equipo de protagonistas que, al seleccionar varias "Llaves de guardabosques", pueden convertirse en cualquier miembro de la serie anterior Super Sentai #34,.